# بوسه (فیلم ۱۸۹۶)
«بوسه» (انگلیسی: The Kiss) یک فیلم است که در سال ۱۸۹۶ منتشر شد. از بازیگران آن می‌توان به می ایروین و جان سی. رایس اشاره کرد.